# Luisia cantharis
Luisia cantharis är en orkidéart som beskrevs av Robert Allen Rolfe. Luisia cantharis ingår i släktet Luisia och familjen orkidéer.
Artens utbredningsområde är Burma. Inga underarter finns listade i Catalogue of Life.